# The Ford Trophy
The Ford Trophy – coroczny, zapoczątkowany w sezonie 1971–72, turniej w jednodniowej odmianie krykieta, mający na celu wyłonienie najlepszej drużyny Nowej Zelandii. Obecną nazwę sponsora nosi od sezonu 2011–12. Wcześniej znany jako New Zealand Motor Corporation Knock-Out (do 1976–77), Gillette Cup (do 1978–79), National Knock-Out (1979–80), Shell Cup (do 2000–01) i State Shield (do 2010–11).
Organizatorem zawodów jest New Zealand Cricket (krajowy związek krykieta), a udział w nich bierze 6 drużyn reprezentujących regionalne związki: Auckland Aces, Canterbury Wizards, Central Stags, Northern Knights, Otago Volts i Wellington Firebirds. Rekordzistą pod względem zwycięstw jest Canterbury, które triumfowało 13-krotnie.
Do sezonu 1978–79 mecze rozgrywano w formacie 40–overowym, a na każdy over przypadało po 8 piłek. W kolejnym wprowadzono standardowe obecnie 50 overów (po 6 piłek każdy).

## Zwycięzcy turnieju
| Sezon   | Zwycięzca            |
| ------- | -------------------- |
| 1971–72 | Canterbury Wizards   |
| 1972–73 | Auckland Aces        |
| 1973–74 | Wellington Firebirds |
| 1974–75 | Wellington Firebirds |
| 1975–76 | Canterbury Wizards   |
| 1976–77 | Canterbury Wizards   |
| 1977–78 | Canterbury Wizards   |
| 1978–79 | Auckland Aces        |
| 1979–80 | Northern Knights     |
| 1980–81 | Auckland Aces        |
| 1981–82 | Wellington Firebirds |
| 1982–83 | Auckland Aces        |
| 1983–84 | Auckland Aces        |
| 1984–85 | Central Stags        |
| 1985–86 | Canterbury Wizards   |
| 1986–87 | Auckland Aces        |
| 1987–88 | Otago Volts          |
| 1988–89 | Wellington Firebirds |
| 1989–90 | Auckland Aces        |
| 1990–91 | Wellington Firebirds |
| 1991–92 | Canterbury Wizards   |
| 1992–93 | Canterbury Wizards   |
| 1993–94 | Canterbury Wizards   |
| 1994–95 | Northern Knights     |
| 1995–96 | Canterbury Wizards   |
| 1996–97 | Canterbury Wizards   |
| 1997–98 | Northern Knights     |
| 1998–99 | Canterbury Wizards   |
| 1999–00 | Canterbury Wizards   |
| 2000–01 | Central Stags        |
| 2001–02 | Wellington Firebirds |
| 2002–03 | Northern Knights     |
| 2003–04 | Central Stags        |
| 2004–05 | Northern Knights     |
| 2005–06 | Canterbury Wizards   |
| 2006–07 | Auckland Aces        |
| 2007–08 | Otago Volts          |
| 2008–09 | Northern Knights     |
| 2009–10 | Northern Knights     |
| 2010–11 | Auckland Aces        |
| 2011–12 | Central Stags        |
| 2012–13 | Auckland Aces        |